# Jesper Kyd
 (novembre 2017).
Si vous disposez d'ouvrages ou d'articles de référence ou si vous connaissez des sites web de qualité traitant du thème abordé ici, merci de compléter l'article en donnant les références utiles à sa vérifiabilité et en les liant à la section « Notes et références ».
Pour les articles homonymes, voir Kyd.
Jesper Kyd, né Jesper Jakobson Kyd le 3 février 1972 à Hørsholm, est un compositeur danois qui écrit et produit des musiques pour des films et des jeux vidéo. Il réside à Burbank, Californie. Il s'est fait connaitre par ses compositions musicales pour des démos sur Amiga dans les groupes de demomakers  Silents, Crionics et Sanity.

## Biographie
Jesper Kyd commence à jouer du piano dès son plus jeune âge. Plus tard, il se forme en guitare classique, en chant choral et en composition classique pour piano.
Jesper Kyd s'intéresse aux différents aspects de la composition musicale. En 1985, il obtient un Commodore 128 et commence à créer de la musique. En 1987, il réalise ses premières compositions pour la scène démo, à l'origine sur C64 pour le groupe Zargon. En 1988, il se met à composer sur Commodore Amiga, d'abord pour le groupe TSP (The Starlight Project), qui deviendra Kefrens. En 1989, il rejoint la division danoise de groupe suédois The Silents aux côtés de son ami Mikael Balle, avec qui il engage un partenariat en tant que producteur. En 1991, The Silents collabore avec le groupe de codeurs danois Crionics, sans doute un tournant dans la carrière du compositeur. Le duo Kyd/Balle œuvre sur plusieurs démos populaires de la scène Amiga, notamment le légendaire Hardwired (1991), et se produit sur divers demoparty et concerts de Scandinavie, dont les « The Party » au Danemark, l'événement annuel le plus important de la scène démo dans les années 1990. Jesper Kyd a composé sur une cinquantaine de démos Amiga au total.
Jesper Kyd compose pour la première fois pour un jeu vidéo sur U.S.S. John Young (1990) de Matai. Avec Balle et des programmeurs de Crionics, il fonde le studio de développement Zyrinx en 1992 et compose divers bande-son remarquées, comme Sub-Terrania et Red Zone (1994) sur Mega Drive. Après la dissolution de Zarinx en 1998, Jesper Kyd crée un studio à New York et compose désormais en indépendant. Ils travaillent sur d'importantes productions vidéoludiques, notamment celles de IO Interactive (cofondé par un ancien de Crionics/Zyrinx), ainsi que pour l'industrie cinématographique.
Parmi les projets les plus intéressants et aboutis sur lequel il a œuvré, il y a la série Hitman de Io Interactive. Dans ces travaux (plus particulièrement dans l'épisode Blood Money), il fut aidé par 150 membres du Chœur Symphonique de Budapest rendant sa musique encore plus imposante. La compréhension du personnage de 47 et de son histoire lui ont permis de rafler le BAFTA Games Awards de la « meilleure bande originale » en 2005. Le 15 février 2008, pour la seconde édition des Elan Awards (récompenses canadiennes pour l'électronique et l'animation), Jesper Kyd reçoit la récompense de la « meilleure bande originale » pour le jeu Assassin's Creed. Bien qu'il ne soit plus compositeur sur la série depuis Assassin's Creed Revelations, son thème "Ezio's family", créé pour Assassin's Creed II, est utilisé dans tous les jeux Assassin's Creed sorti depuis 2014 et depuis Assassin's Creed Unity, il est crédité comme compositeur du thème musical original "Ezio's family" dans les génériques de fin des jeux

## Compositions

### Jeux vidéo
- 1989 – USS John Young
- 1993 – Pro Move Soccer
- 1994 – Sub-Terrania
- 1994 – Red Zone
- 1994 – The Adventures of Batman and Robin
- 1996 – Amok
- 1996 – Scorcher
- 1999 – Time Tremors
- 2000 – Messiah
- 2000 – Soldier (jamais sorti)
- 2001 – Hitman: Codename 47
- 2001 – LightWeight Ninja
- 2001 – MDK 2
- 2001 – The Nations: Alien Nations 2
- 2001 – Shattered Galaxy
- 2002 – Hitman 2: Silent Assassin
- 2002 – Minority Report
- 2003 – Brute Force
- 2003 – Freedom Fighters
- 2004 – Dance Dance Revolution: Ultramix 2
- 2004 – Hitman: Contracts
- 2004 – Robotech: Invasion
- 2004 – McFarlane's Evil Prophecy
- 2005 – Tom Clancy's Splinter Cell: Chaos Theory
- 2006 – Hitman: Blood Money
- 2007 – Assassin's Creed
- 2007 – Kane and Lynch: Dead Men
- 2007 – Unreal Tournament 3
- 2008 – The Club
- 2008 – The Chronicles of Spellborn
- 2009 – Borderlands
- 2009 – Assassin's Creed II
- 2010 – Assassin's Creed: Brotherhood
- 2011 – Assassin's Creed: Revelations (avec Lorne Balfe)
- 2012 – Darksiders II
- 2012 – Heroes & Generals
- 2012 – Borderlands 2
- 2012 – Stormfall: Age of War
- 2013 – Soldiers Inc.
- 2013 – State of Decay
- 2013 – Sparta: War of Empires
- 2014 – Pirates: Tides of Fortune
- 2014 – Borderlands: The Pre-Sequel!
- 2015 – Warhammer: End Times - Vermintide
- 2016 – Robinson: The Journey
- 2017 – Battle Chasers: Nightwar
- 2018 – State of Decay 2
- 2018 – Warhammer: Vermintide 2
- 2019 – Borderlands 3
- 2020 – Assassin's Creed Valhalla
- 2022 – Warhammer 40,000: Darktide
- 2023 – Dune: Spice Wars

### Films
- Virus
- Impulse
- Sweet Insanity
- Night All Day
- Death Of Salewoman
- PURE
- Day Pass
- Cycle (film)Cycle
- Paper plan Man
- Going with Neill
- The Lion Tamer
- Organizm
- Play
- Gameplanet Spot
- Elevatoren
- TUMBBAD
- Crazxy

### Séries télévisées
- Métal Hurlant Chronicles

### Autres
- Unreal Engine 3D Demo